# Mansion House (Dublino)

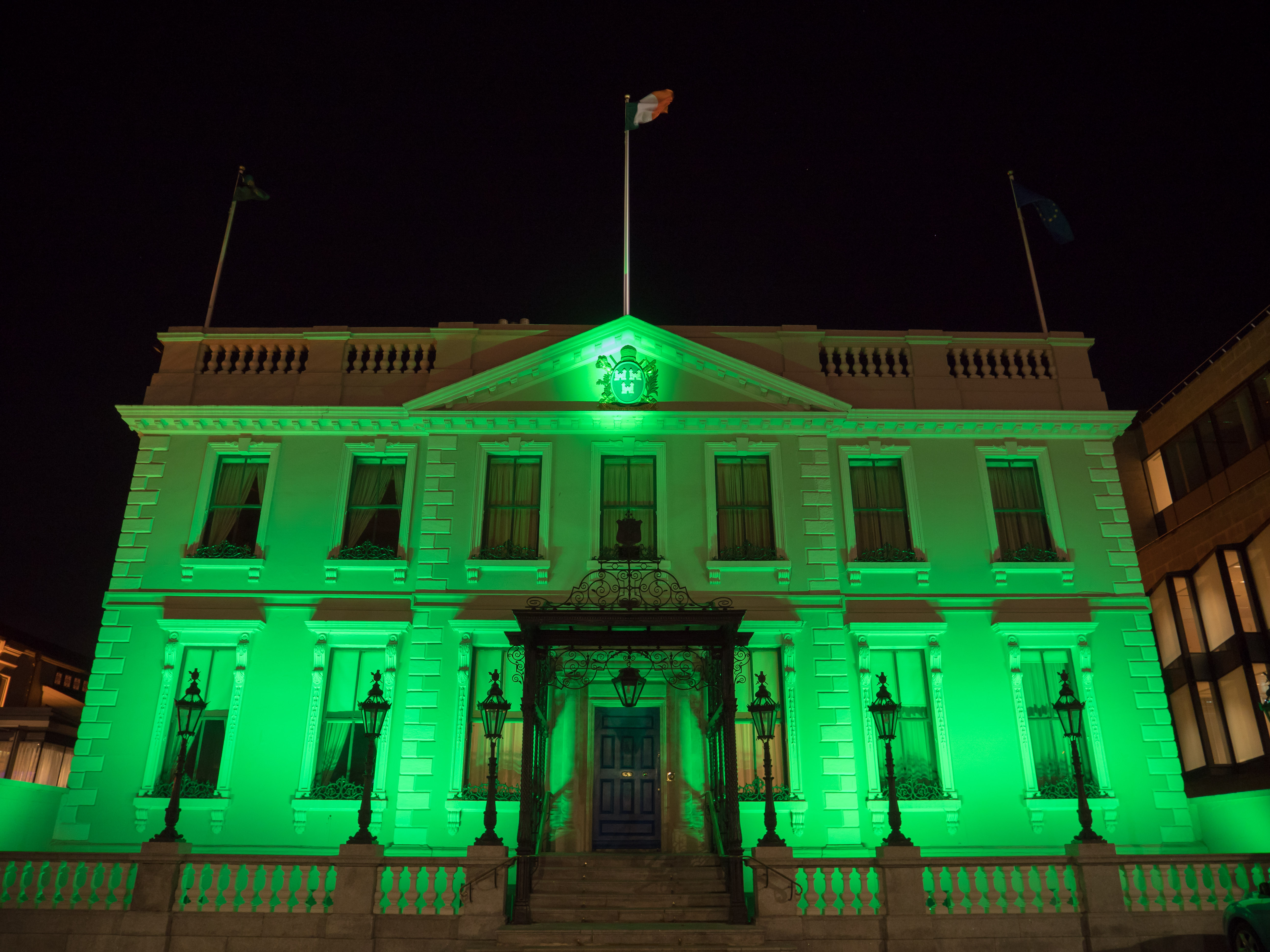
Mansion House illuminata di verde di notte per la Festa di san Patrizio.

Mansion House è la residenza ufficiale del Lord sindaco di Dublino dal 1715. L'edificio si trova in Dawson Street a Dublino.
Tra gli elementi più famosi nell'edificio ci sono:
- Un portico di fronte all'edificio, che fu eretto in occasione della visita della regina Vittoria nel 1900, in modo che il vecchio monarca potesse essere sicuro di camminare a piedi nudi dalla carrozza.[1]
- La Round Room, dove il Primo Dáil si riunì il 21 gennaio 1919 per adottare l'istituzione della Repubblica d'Irlanda e proclamare l'indipendenza irlandese. Nel cinquantesimo anniversario dell'incidente, nel 1969, entrambe le camere dell'Oireachtas si radunarono lì per ascoltare il presidente Éamon de Valera.
- La sala da pranzo, dove il governo della Repubblica d'Irlanda si riunì più volte tra il 1919 e il 1922.

Tra i sindaci più famosi che hanno vissuto ci sono:
- Daniel O'Connell, leader nazionalista del XIX secolo
- Alfie Byrne, il sindaco che ha servito più a lungo nella sua storia in 800 anni
- Jim Mitchell, il sindaco più giovane, che aveva 29 anni quando fu eletto

Ci sono stati anche molti visitatori famosi lì, come la regina Vittoria, Ranieri III di Monaco e Grace di Monaco e Papa Giovanni Paolo II.
Negli anni '30 e '40, c'erano piani per demolire la Mansion House e tutti gli altri edifici nel quartiere in modo che un nuovo municipio potesse essere costruito lì. Il governo decise invece di aggiungere un nuovo Ministero dell'Industria e del Commercio nell'area, il che significava che non era necessario demolire gli edifici.
Nell'agosto 2006, l'Ulster Volunteer Force dichiarò di aver piazzato una bomba nel'edificio nel 1981, nel tentativo di uccidere la guida del Sinn Féin durante la conferenza annuale del partito. Ciò ha portato all'evacuazione dell'edificio mentre la polizia ha cercato la bomba. Non sono stati trovati esplosivi.